# Болградський район (1940—2020)
Болгра́дський райо́н — колишня адміністративна одиниця на півдні Одеської області України. Адміністративний центр — місто Болград.

## Географія
Площа району становила 1 465 км².
Водний фонд Болградського району становив 5167 га. Площа озера Ялпуг на території району — 3854 га. Озеро є єдиним джерелом питної води для міста Болград. На території району розташовані 20 ставків і 5 водосховищ. Територією району протікають 4 малі річки: Ялпуг, Великий Катлабуг, Малий Катлабуг і Ташбунар. Загальна протяжність малих річок і струмків на території району — 378 км. Для забезпечення господарських і питних потреб населення в районі є 49 артезіанських свердловин, 241 шахтний колодязь загального користування й 11 каптажів.
На території району створені ландшафтні заказники місцевого значення Виноградівка та Тополине, ентомологічний заказник місцевого значення Жовтневий.
Районом проходить залізниця Рені—Кишинів, автодороги державного значення E87 (Одеса—Рені), Ізмаїл—Кишинів (Молдова).
Район межує: на півночі — з Тарутинським районом, на сході — з Арцизьким, на півдні — з Ізмаїльським і Ренійським районами Одеської області, на заході — з Республікою Молдова.

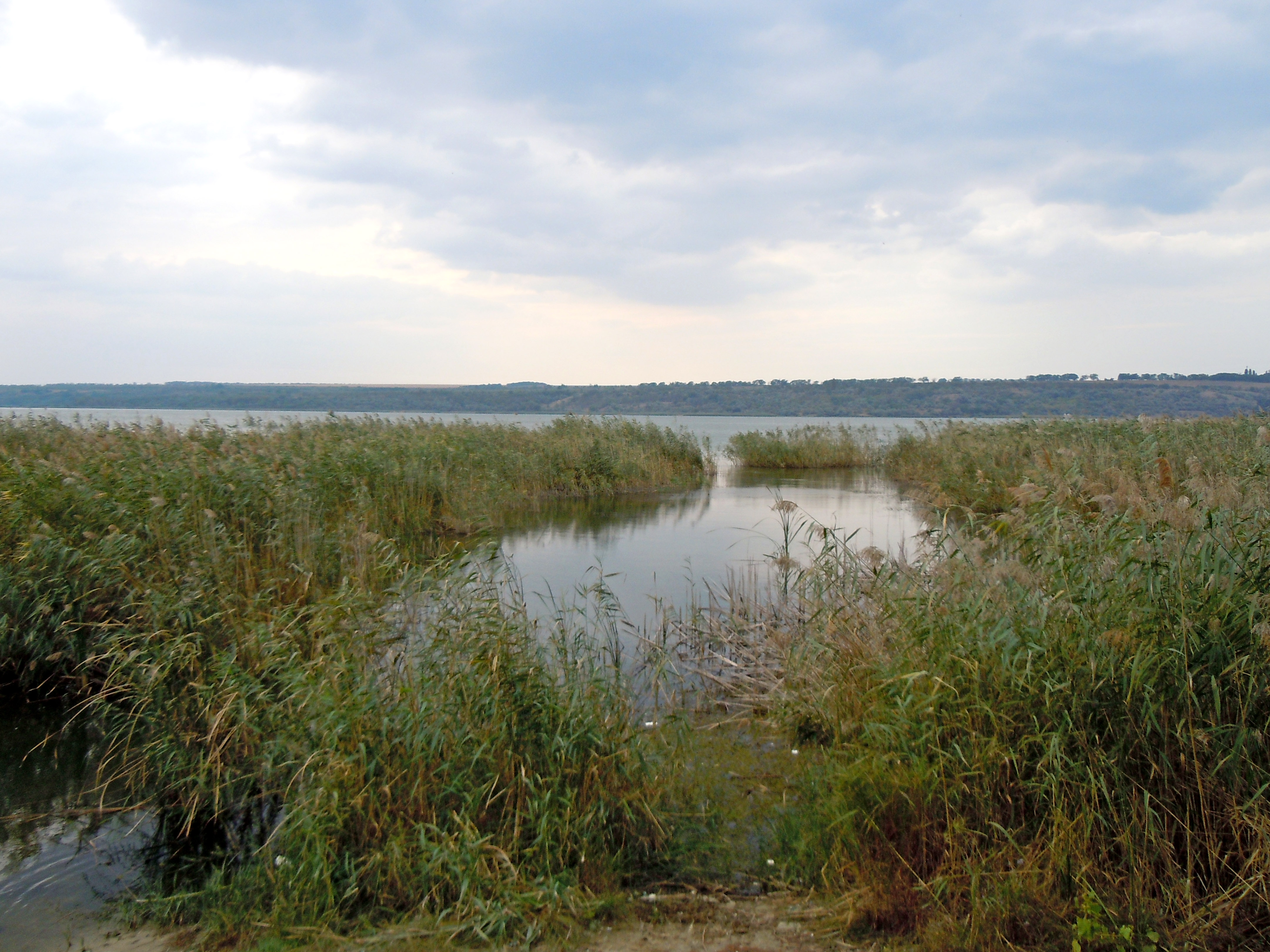
Берег озера Ялпуг
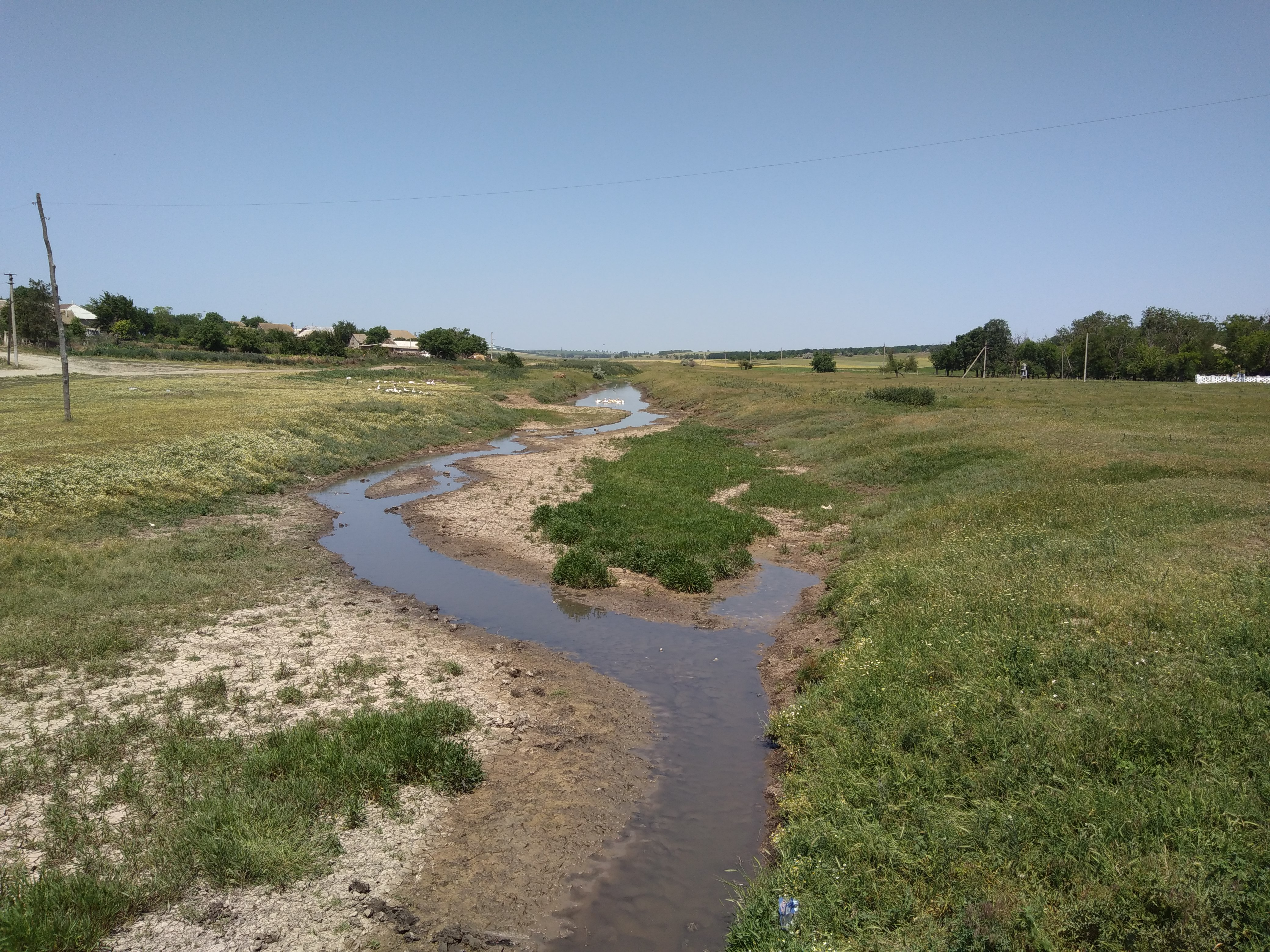
Долина р. Малий Катлабуг
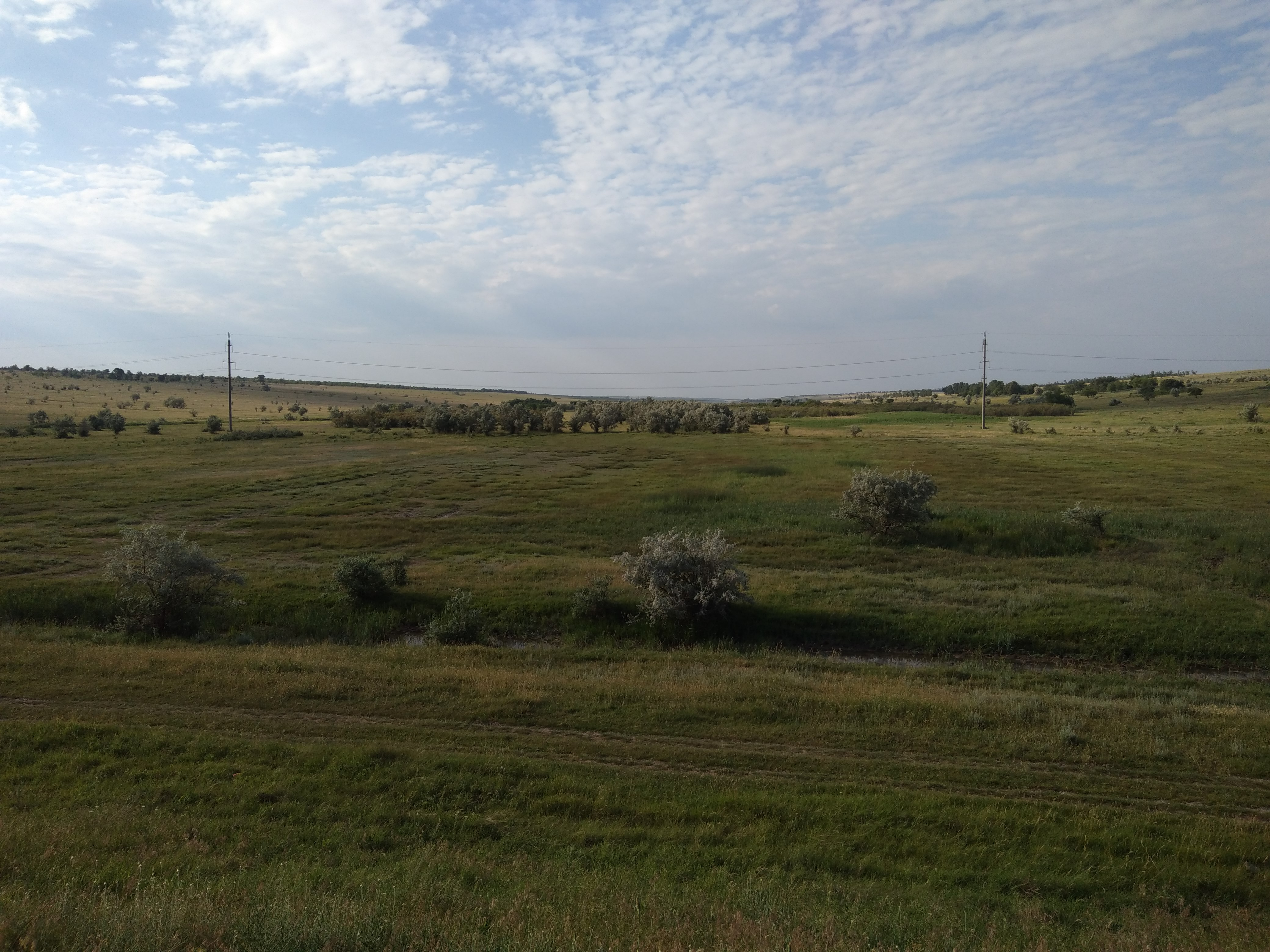
Долина р. Великий Катлабуг біля с. Городнє

## Історія
На початку XIX століття тисячі болгар, рятуючись від турецького гніту, втікали в Буджак, приєднаний 1812 року до Російської імперії. На цих землях болгарські поселенці знаходили нову батьківщину, мали змогу мирно жити й працювати. Їх наділяли землею, давали позики на облаштування господарства, звільняли на 10 років від державних податків. В господарстві переважало хліборобство і вівчарство.
У 1818 році було утворено Бессарабське болгарське управління задунайськими переселенцями. У зв'язку з цим населені пункти, утворені до того часу, увійшли до складу Ізмаїльського округу Болгарського уводу.
За ініціативою графа Івана Інзова у 1821–1823 роках було засновано місто Болград, яке стало центром болгарських колоній і водночас — важливим торговим і ремісничим центром цілої Бессарабії.
Болградський район утворено 1940 року, після того, як Буджак був приєднаний до складу СРСР. Перед тим ці землі входили до складу Румунії (1918—1940).

## Адміністративний устрій
На території району розташовані 22 населені пункти.
У районі 21 територіальна громада, інтереси яких представляють районна, міська та 18 сільських рад.
Адміністративним, господарським і культурним центром району є місто Болград, засноване у 1821 році бессарабським генерал-губернатором Іваном Інзовим. Розташоване воно на східному березі озера Ялпуг, за 7 кілометрів від однойменної залізничної станції та за 234 км — від обласного центру м. Одеса.
Районний центр сполучений з усіма населеними пунктами району дорогами з твердим покриттям.

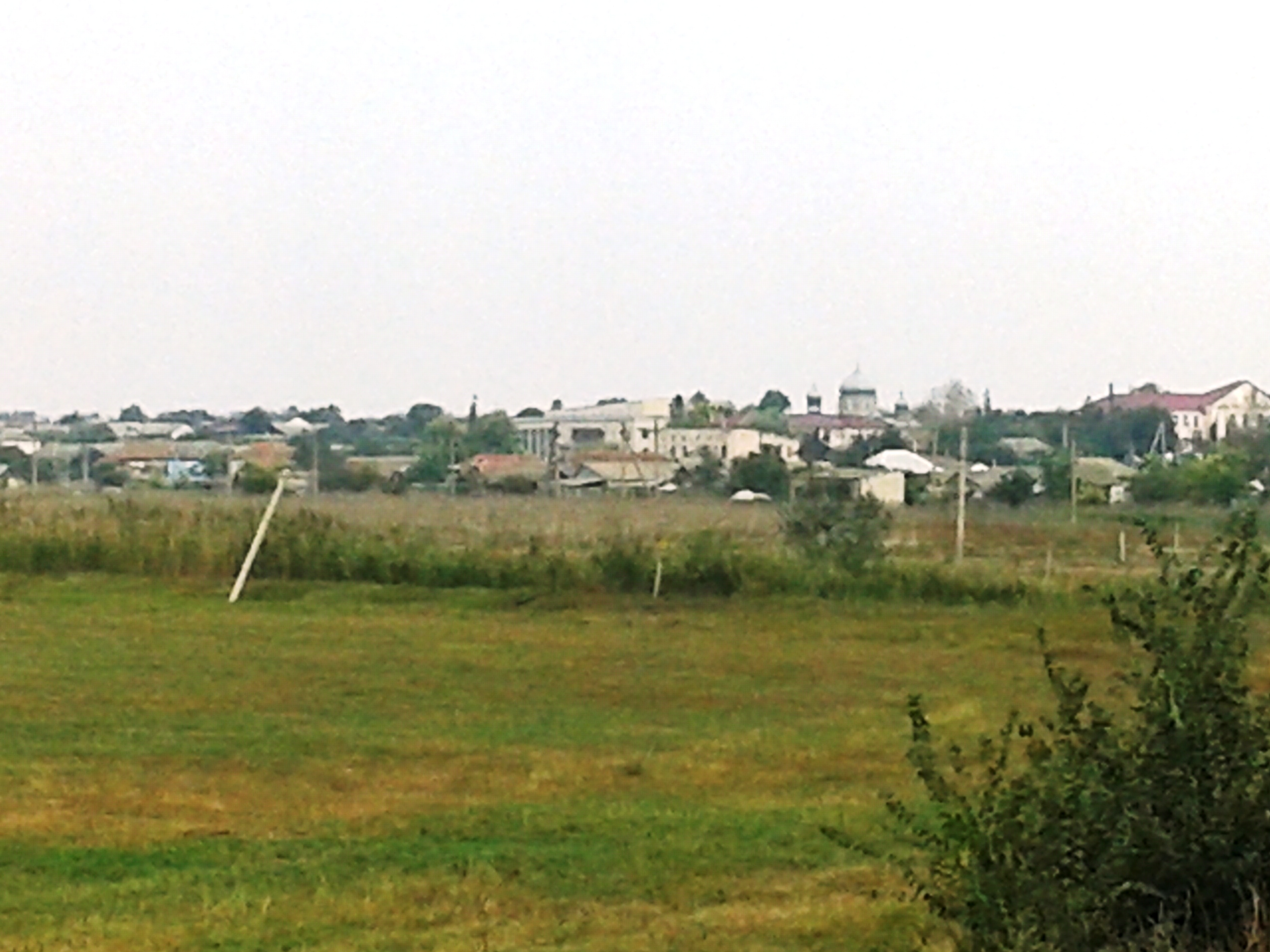
Вид на Банівку
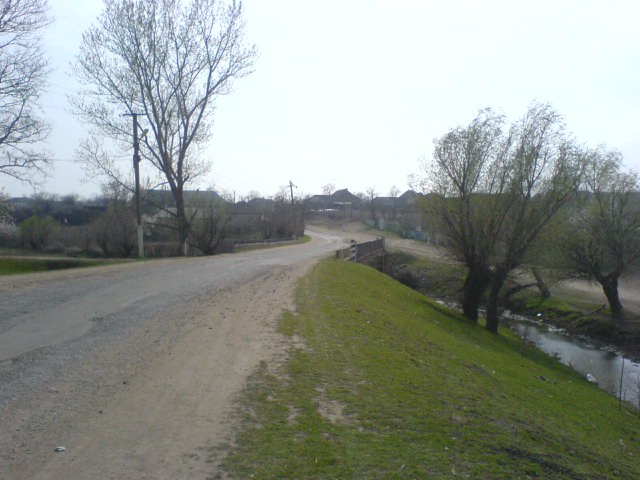
Центральна вулиця, Владичень
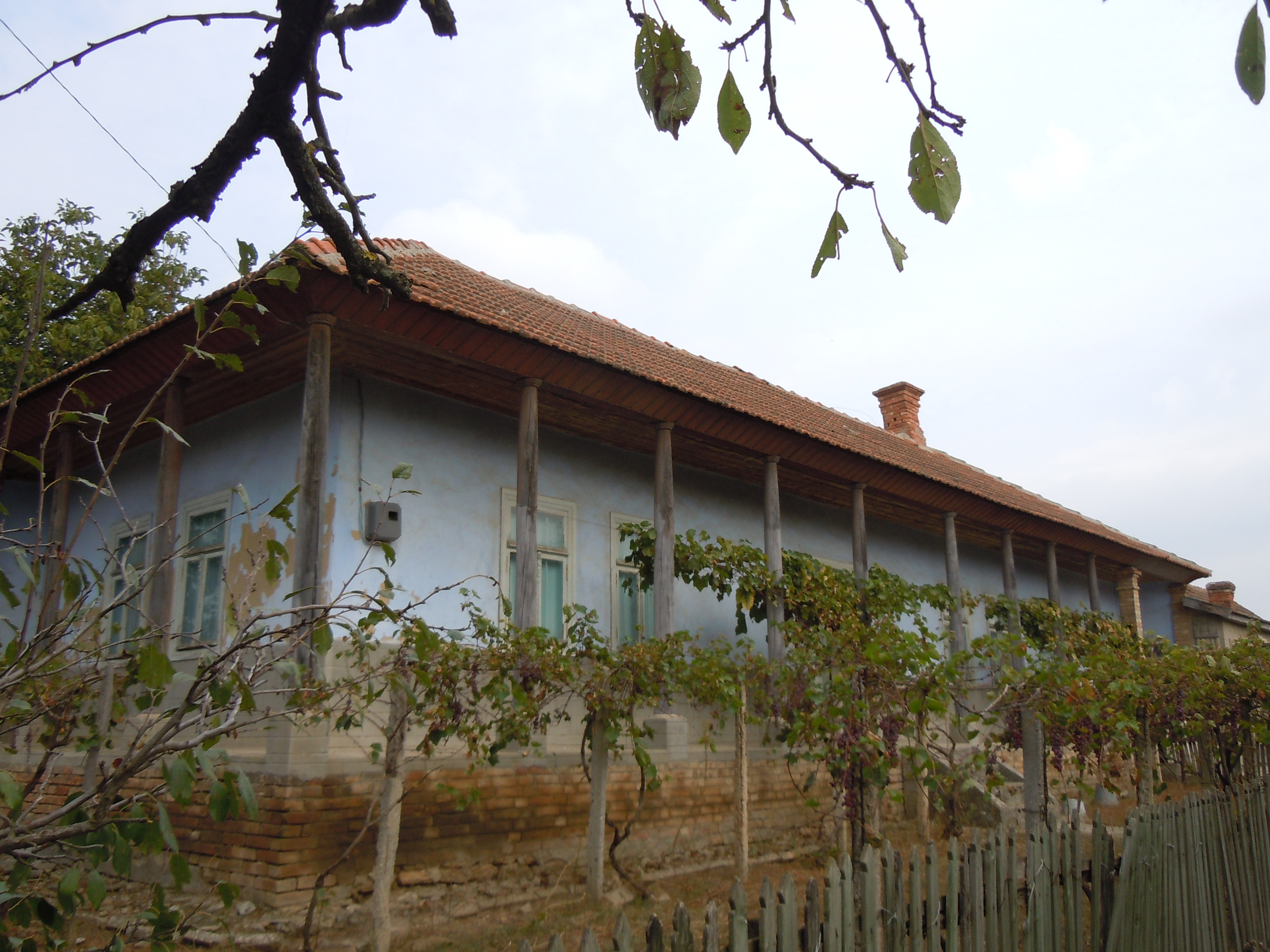
Типовий албанський будинок, Каракурт
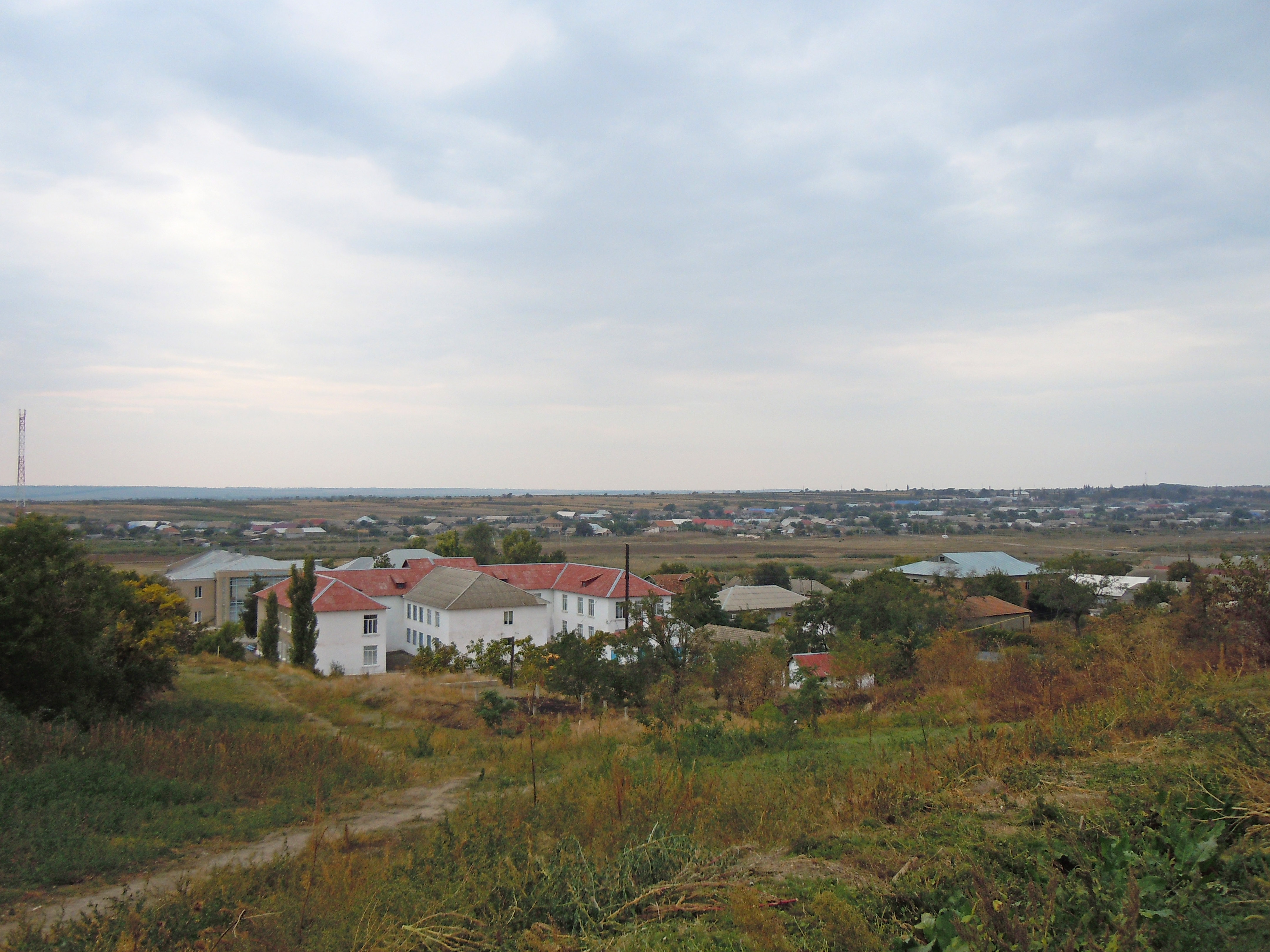
Околиці Криничного

## Економіка
Основною економічною діяльністю Болградського району є виробництво та переробка агропродовольчої продукції, яка використовує сезонні робочі сили.
Станом на 2006 рік робоча сила становила 63,6 % жителів району. Водночас частка пенсіонерів у населенні району становила 28,4 % (20,145 осіб). Більшість людей працювали в сільському господарстві або в харчовій промисловості.

## Політика
25 травня 2014 року відбулися Президентські вибори України. У межах Болградського району було створено 36 виборчих дільниць. Явка на виборах складала — 32,05 % (проголосували 17 293 із 53 964 виборців). Найбільшу кількість голосів отримав Сергій Тігіпко — 35,70 % (6 173 виборців); Петро Порошенко — 27,65 % (4 781 виборців), Михайло Добкін — 9,87 % (1 706 виборців), Петро Симоненко — 6,79 % (1 174 виборців), Юлія Тимошенко — 5,38 % (931 виборців). Решта кандидатів набрали меншу кількість голосів. Кількість недійсних або зіпсованих бюлетенів — 4,39 %.

## Населення
Розподіл населення за віком та статтю (2001):
| Стать | Всього | До 15 років | 15-24 | 25-44  | 45-64 | 65-85 | Понад 85 |
| --- | ------ | ----------- | ----- | ------ | ----- | ----- | -------- |
| Чоловіки | 36 475 | 7712        | 6170  | 10 198 | 8731  | 3516  | 148      |
| Жінки | 38 475 | 7396        | 5083  | 9822   | 9857  | 5979  | 338      |
| \| Статево-вікова піраміда \| Статево-вікова піраміда \| Статево-вікова піраміда \| \| ----------------------- \| ----------------------- \| ----------------------- \| \| Чоловіки \| Вік \| Жінки \| \| 148 \| 85 + \| 338 \| \| 367 \| 80-84 \| 752 \| \| 679 \| 75-79 \| 1406 \| \| 1059 \| 70-74 \| 1788 \| \| 1411 \| 65-69 \| 2033 \| \| 1763 \| 60-64 \| 2322 \| \| 1617 \| 55-59 \| 1890 \| \| 2449 \| 50-54 \| 2566 \| \| 2902 \| 45-49 \| 3079 \| \| 2700 \| 40-44 \| 2686 \| \| 2267 \| 35-39 \| 2206 \| \| 2305 \| 30-34 \| 2241 \| \| 2926 \| 25-29 \| 2689 \| \| 2947 \| 20-24 \| 2649 \| \| 3223 \| 15-20 \| 2434 \| \| 2985 \| 10-14 \| 2869 \| \| 2613 \| 5-9 \| 2505 \| \| 2114 \| 0-4 \| 2022 \| |        |             |       |        |       |       |          |
| Статево-вікова піраміда |        |             |       |        |       |       |          |
| Чоловіки | Вік    | Жінки       |       |        |       |       |          |
| 148 | 85 +   | 338         |       |        |       |       |          |
| 367 | 80-84  | 752         |       |        |       |       |          |
| 679 | 75-79  | 1406        |       |        |       |       |          |
| 1059 | 70-74  | 1788        |       |        |       |       |          |
| 1411 | 65-69  | 2033        |       |        |       |       |          |
| 1763 | 60-64  | 2322        |       |        |       |       |          |
| 1617 | 55-59  | 1890        |       |        |       |       |          |
| 2449 | 50-54  | 2566        |       |        |       |       |          |
| 2902 | 45-49  | 3079        |       |        |       |       |          |
| 2700 | 40-44  | 2686        |       |        |       |       |          |
| 2267 | 35-39  | 2206        |       |        |       |       |          |
| 2305 | 30-34  | 2241        |       |        |       |       |          |
| 2926 | 25-29  | 2689        |       |        |       |       |          |
| 2947 | 20-24  | 2649        |       |        |       |       |          |
| 3223 | 15-20  | 2434        |       |        |       |       |          |
| 2985 | 10-14  | 2869        |       |        |       |       |          |
| 2613 | 5-9    | 2505        |       |        |       |       |          |
| 2114 | 0-4    | 2022        |       |        |       |       |          |

Чисельність населення Болградського району на 1 березня 2004 року становила 70 817 осіб, у тому числі в м. Болграді проживало 15 968 осіб, у селах — 54 849 осіб. Чоловіків усього 33 714, жінок — 37 103. У районі нараховувалось 20 145 пенсіонерів.
Із загальної чисельності населення трудові ресурси в 2006 році склали 63,6 %. Основою економіки району є виробництво і переробка сільськогосподарської продукції, що обумовлює сезонність використання трудових ресурсів.
У галузях економіки зайнято 51,5 % трудових ресурсів, з них у сільському господарстві — 70 % від зайнятого в галузях економіки.
Національний склад населення району за переписом населення 2001 року
- болгари — 60,8 %
- гагаузи — 18,7 %
- росіяни — 8,0 %
- українці — 7,5 %
- албанці — 2,1 %
- молдовани — 1,5 %.

На території району визнані регіональними російська, болгарська та гагаузька мови.
Етномовний склад населених пунктів району (рідна мова населення)
|                    | українська | болгарська | гагаузька | російська | молдовська | циганська |
| Болградський район | 4,9        | 57,6       | 17,8      | 16,3      | 1,0        | 0,2       |
| м. Болград         | 13,9       | 32,7       | 2,0       | 48,7      | 1,1        | 0,2       |
| с. Баннівка        | 4,0        | 89,4       | 0,3       | 5,1       | 1,0        | -         |
| с. Василівка       | 1,8        | 95,5       | 0,3       | 1,9       | 0,5        | -         |
| с. Виноградне      | 1,9        | 94,8       | 0,9       | 1,7       | 0,5        | 0,1       |
| с. Виноградівка    | 1,7        | 3,3        | 86,2      | 7,3       | 0,7        | 0,2       |
| с. Владичень       | 4,8        | 74,4       | 5,3       | 11,9      | 3,2        | -         |
| с. Голиця          | 2,9        | 91,6       | 0,5       | 2,9       | 1,3        | -         |
| с. Городнє         | 1,5        | 93,8       | 0,9       | 2,9       | 0,5        | 0,4       |
| с. Дмитрівка       | 0,9        | 1,6        | 96,2      | 1,0       | 0,3        | -         |
| с. Залізничне      | 3,5        | 76,5       | 4,7       | 12,1      | 2,1        | 0,7       |
| с. Калчева         | 1,7        | 94,2       | 0,9       | 2,4       | 0,5        | -         |
| с. Каракурт        | 4,6        | 18,5       | 11,5      | 15,1      | 1,4        | -         |
| с. Коса            | 2,5        | 0,8        | 0,8       | 92,6      | 2,5        | -         |
| с. Криничне        | 1,6        | 93,3       | 0,3       | 3,3       | 0,7        | 0,4       |
| с. Кубей           | 1,5        | 62,1       | 26,6      | 9,4       | 0,2        | -         |
| с. Нові Трояни     | 1,4        | 95,6       | 0,7       | 1,5       | 0,5        | 0,1       |
| с-ще Оксамитне     | 8,2        | 21,3       | 11,5      | 50,1      | 6,5        | -         |
| с. Олександрівка   | 1,7        | 3,4        | 89,2      | 4,3       | 1,0        | 0,3       |
| с. Оріхівка        | 2,1        | 94,0       | 0,8       | 1,8       | 0,9        | 0,2       |
| с-ще Тополине      | 9,8        | 15,5       | 7,0       | 58,6      | 7,5        | -         |
| с. Табаки          | 3,0        | 78,2       | 7,6       | 9,1       | 1,2        | 0,6       |

## Відомі уродженці
- Адабаш Ірина Леонідівна (нар. ???, Ізмаїл) — радянська й українська льотчиця-спортсменка, абсолютна чемпіонка світу з вищого пілотажу.
- Азарова Світлана Анатоліївна (нар. 9 січня 1976, Ізмаїл) — український, нідерландський композитор, педагог.
- Артур Вейтояну (рум. Arthur Văitoianu; нар. 14 квітня 1864, Ізмаїл — пом. 17 червня 1956) — генерал румунської армії Першої світової війни, політичний діяч. Прем'єр-міністр Румунського королівства восени 1919 року.
- Бошков Віталій Михайлович (нар. 10 жовтня 1968, Кубей) — поет.
- Аґура Георгій (болг. Георги Василев Агура; нар. 8 лютого 1853, Криничне — пом. 10 лютого 1915) — болгарський військовик, генерал-лейтенант.
- Говорова Олена Іванівна (нар. 18 вересня 1973, Ізмаїл) — українська легкоатлетка, бронзовий призер Олімпійських ігор 2000
- Аґура Димитар (болг. Димитър Агура; нар. 26 жовтня 1849, Криничне — пом. 11 жовтня 1911) — болгарський історик, ректор Софійського університету.
- Ждаха Амвросій Андрійович (нар. 6 грудня 1855, Ізмаїл — пом. 8 вересня 1927) — український ілюстратор і художник. Першим з українських графіків розпочав працю над комплексним оформленням «Кобзаря» Тараса Шевченка
- Константинеску Герасим (рум. Gherasim Constantinescu; нар. 22 березня 1902, Криничне — пом. 3 липня 1979) — румунський вчений в області виноградарства. Доктор сільськогосподарських наук, професор, член-кореспондент АН СРР і Академії сільського і лісового господарства СРР, член Італійської академії винограду і вина.
- Куртєв Віктор Владиславович (нар. 5 вересня 1979, Криничне) — український підприємець та громадський діяч.
- Майнов Руслан (болг. Руслан Мъйнов; нар. 15 листопада 1976, Ізмаїл) — болгарський співак та актор.
- Порошенко Петро Олексійович (нар. 26 вересня 1965, Болград) — п'ятий президент України.
- Плачков Іван Васильович (нар. 23 листопада 1957, Криничне) — український політик. Кандидат технічних наук. Голова наглядової ради «Київенерго». Власник виноробної торгової марки «Колоніст».
- Станєва Тетяна Іванівна (нар. 11 серпня 1984, Криничне) — українська краєзнавиця, культурна діячка і організаторка масових заходів.
- Химченко Георгій Максимович (нар. 20 серпня 1898, Ізмаїл — пом. невідомо) — радянський і український кінооператор.
- Царьов Вадим Юрійович (нар. 2 травня 1949, Ізмаїл) — російський філософ, історик культури, публіцист, автор радіопрограм і художньо-документальних телефільмів; член Спілки письменників Росії.
- Шишман Іван Іванович (болг. Иван Шишман; 31 липня 1963, Ізмаїл) — український болгарський художник, заслужений художник України, доцент кафедри образотворчого мистецтва в Ізмаїльському державному гуманітарному університеті.
- Чеботар Сурадж Іванович (нар. 16 лютого 1977, Ізмаїл) — український спортсмен-пауерліфтер, майстер спорту України міжнародного класу.
- Чембержі Михайло Іванович (нар. 15 липня 1944, Ізмаїл — пом. 5 березня 2018) — український композитор, педагог, учений, громадський діяч, ректор Київської дитячої академії мистецтв. Заслужений діяч мистецтв України, народний артист України.
- Чистякова Галина Валентинівна (нар. 26 липня 1962, Ізмаїл) — радянська, російська і словацька легкоатлетка. Рекордсменка світу в стрибках у довжину. Заслужений майстер спорту СРСР.